# Hanya Yanagihara

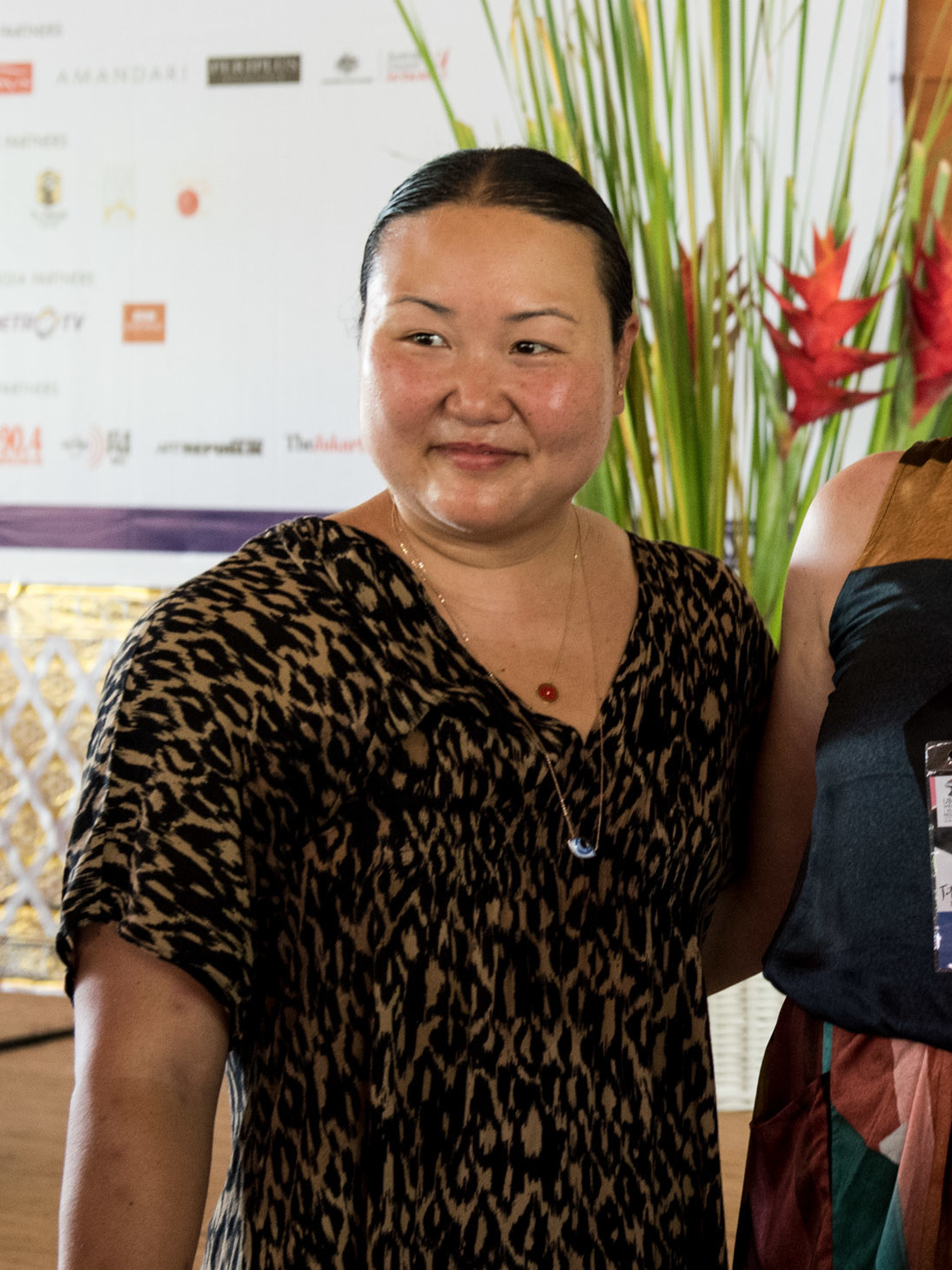
Hanya Yanagihara, 2016

Hanya Yanagihara (* 20. September 1974 in Los Angeles, Kalifornien) ist eine US-amerikanische Journalistin und Schriftstellerin.

## Leben
Yanagihara wuchs in Hawaii auf. Ihr Vater ist gebürtiger Hawaiianer japanischer Abstammung, ihre Mutter gebürtige Südkoreanerin, die jedoch ebenfalls in Hawaii aufwuchs. Als Jugendliche verbrachte sie aufgrund der beruflichen Stationen ihres Vaters außerdem viele Jahre in Maryland und Texas.
Nach ihrem Abschluss am Smith College 1995 in Northampton arbeitete Yanagihara zunächst als Redakteurin für das Reisemagazin Condé Nast Traveler, bevor sie stellvertretende Herausgeberin der Wochenendbeilage T: The New York Times Style Magazine der Tageszeitung The New York Times wurde.
Yanagiharas erster Roman The People in the Trees (dt. Das Volk der Bäume) erschien 2013 und behandelt das Leben und den Missbrauchsskandal um den US-amerikanischen Virologen und Nobelpreisträger Daniel Carleton Gajdusek. Ins Deutsche übersetzt wurde er nach dem großen Erfolg ihres zweiten Romans.
2015 veröffentlichte sie ihren zweiten Roman A Little Life (dt. Ein wenig Leben), der ebenfalls sexuellen Missbrauch und seine Folgen thematisierte und 2016 unter dem Titel Ein wenig Leben in deutscher Sprache verlegt wurde. Das Buch gelangte auf die Shortlists des britischen Booker Prize (2015) und des International DUBLIN Literary Award (2017). Es wird als „eines der bestverkauften und meistdiskutierten literarischen Werke der vergangenen Jahre“ bezeichnet.
Yanagiharas dritter Roman To Paradise (dt. Zum Paradies) erschien im Januar 2022 zeitgleich auf Englisch und Deutsch. Auf knapp 900 Seiten schildert sie darin drei Szenarien der US-amerikanischen Gesellschaft und nimmt dabei Bezug auf Dante Alighieris Göttliche Komödie und John Miltons Das verlorene Paradies. Während Der Freitag dem Buch eine „dystopische Wucht“ bescheinigte, stieß der Roman in der deutschen Presse auf ein tendenziell verhaltenes Echo.
2021 wurde Yanagihara als Jurymitglied für das 37. Sundance Film Festival berufen.
Yanagihara lebt und arbeitet in New York.

## Publikationen
- mit Quang Bao: Take Out: Queer Writing from Asian Pacific Artists. Asian American Writers’ Workshop. Temple University, New York 2000, ISBN 1-889876-11-9.
- The People in the Trees. Atlantic, New York 2013, ISBN 978-0-385-53677-6.
  - Das Volk der Bäume. Aus dem Englischen von Stephan Kleiner, Hanser Berlin, Berlin 2019,[8] ISBN 978-3-446-26202-7.
- A Little Life, a Novel. Doubleday, New York 2015, ISBN 978-0-385-53925-8.
  - Ein wenig Leben. Aus dem Englischen von Stephan Kleiner, Hanser Berlin, München 2016, ISBN 978-3-446-25471-8.
- To Paradise. Picador 2022, ISBN 978-1-5290-7747-6.
  - Zum Paradies. Aus dem Englischen von Stephan Kleiner, Claassen, Berlin 2022, ISBN 978-3-546-10051-9.